# Ol'ha Dubrovina
Ol'ha Viktorivna Dubrovina (in ucraino Ольга Вікторівна Дубровіна?; Dnipropetrovs'k, 2 maggio 1987) è un'ex cestista ucraina.

## Carriera
Con l'Ucraina ha disputato tre edizioni dei Campionati europei (2009, 2013, 2015).